# Allan Clarke (cantante)
Allan Clarke (Salford, 5 aprile 1942) è un cantante britannico.
Fu uno dei membri fondatori e il primo cantante del gruppo The Hollies. Con loro, Clarke interpretò singoli di successo internazionale ed è accreditato come co-autore di molte delle canzoni più famose della band, tra cui On a Carousel, Carrie Anne, Jennifer Eccles e Long Cool Woman in a Black Dress. Si è ritirato dalle scene nel 1999 ma è tornato nell'industria discografica nel 2019. Clarke è stato inserito nella Rock and Roll Hall of Fame nel 2010.

## Carriera
Harold Allan Clarke e il suo amico d'infanzia, Graham Nash, iniziarono a cantare insieme a Manchester quando ancora frequentavano la scuola. Formarono gli Hollies nel dicembre 1962 con Vic Steele (chitarra solista) ed Eric Haydock (basso). Nell'aprile 1963, aggiunsero Tony Hicks (in sostituzione di Steele alla chitarra solista) e Bobby Elliott (in sostituzione di Don Rathbone alla batteria). Nel 1966 Bernie Calvert sostituì Haydock come bassista. Clarke fu il cantante originale degli Hollies, ma occasionalmente suonava anche chitarra e armonica. Nel Regno Unito ebbero più di 30 singoli in classifica, più due ulteriori ingressi in classifica con riedizioni, 17 delle quali sono entrate nella Top 10, con due - I'm Alive (1965) e He Ain't Heavy, He's My Brother (riedizione 1988) - raggiungendo il numero 1.
Nelle classifiche statunitensi ebbero 23 singoli in classifica, sei dei quali entrati nella Top 10. Molte delle canzoni del gruppo sono state scritte da Clarke, di solito con Nash e Hicks, fino alla partenza di Nash alla fine del 1968. Usarono lo pseudonimo "L. Ransford" inizialmente per i loro crediti di autore, poi "Clarke-Nash-Hicks" dalla metà del 1966 in poi. Nel 1966, Clarke, insieme a diversi compagni della band degli Hollies, assistette alla registrazione degli Everly Brothers del loro album, Two Yanks in England, che comprendeva versioni cover degli Everly di canzoni degli Hollies per lo più co-scritte da Clarke.
Clarke-Nash-Hicks composero gli album degli Hollies: For Certain Because (1966), Evolution e Butterfly (entrambi del 1967). La loro compilation di singoli di successo nel Regno Unito The Hollies' Greatest Hits raggiunse la vetta della UK Albums Chart nell'agosto 1968.
Dopo il 1967, Clarke iniziò a scrivere canzoni per solista con il nome del team, in particolare: Lullaby To Tim (dedicata a suo figlio, sebbene cantata da Nash), Heading for a Fall, Water on the Brain e Believe?. Oltre all'intero team di compositori, Clarke ha anche scritto canzoni con Nash come Try It, Wishyouawish (1967), Tomorrow When It Comes, Jennifer Eccles e Wings (1968). Clarke andò ad assumere maggiormente il ruolo di frontman degli Hollies dopo la partenza di Graham Nash dal gruppo nel dicembre 1968. Clarke fu l'unico cantante solista di Hollies Sing Dylan (un album numero 3 nel Regno Unito all'inizio del 1969).
Clarke ha il merito esclusivo di canzoni come My Life Is Over With You, Goodbye Tomorrow, Not That Way at All, Marigold (1969), Mad Professor Blyth, Separated (1970), Row the Boat Together e Hold On (1971).
Inoltre Clarke collaborò con il sostituto di Nash, Terry Sylvester per scrivere una serie di canzoni tra cui Gloria Swansong, Look at Life (1969) I Wanna Shout, Man Without a Heart e Perfect Lady Housewife (1970).

### Abbandono e ritorno negli Hollies
Desideroso di lanciarsi nella carriera da solista grazie al successo di Nash nel trio Crosby, Stills & Nash, Clarke lasciò il gruppo nel 1971. Fu sostituito dal cantante svedese Mikael Rickfors, che in precedenza era con i Bamboo. Clarke pubblicò due album da solista: My Real Name Is 'arold (Epic, 1972) e Headroom (EMI, 1973).
Dopo che Clarke lasciò gli Hollies, Long Cool Woman in a Black Dress, una canzone dal loro album del 1971 Distant Light, che aveva scritto insieme ai cantautori Roger Cook e Roger Greenaway, e in cui Clarke cantava e suonava la chitarra solista, divenne un singolo di successo internazionale, raggiungendo il numero 2 negli Stati Uniti (il loro singolo di maggior successo in assoluto) e il numero 32 nella UK Singles Chart. Tuttavia, gli Hollies andarono in tour con il sostituto di Nash, Sylvester, che fu la voce principale durante l'esecuzione del singolo al posto di Clarke. Rickfors lasciò il gruppo e Clarke si unì a loro nel luglio 1973. Il loro primo singolo con lui tornato nel gruppo fu un'altra delle sue canzoni, The Day that Curly Billy Shot Down Crazy Sam McGee, una hit britannica nella top 40 di quell'autunno.
Clarke continuò a registrare e pubblicare album da solista pur rimanendo con i The Hollies, anche se la sua carriera solista non ottenne molti album o singoli di successo nelle classifiche. Pubblicò il suo terzo album omonimo nel 1974. Il suo album successivo fu I've Got Time (1976). Si esibì anche come cantante in Breakdown di The Alan Parsons Project, dal loro album del 1977 I Robot. Lasciò brevemente gli Hollies per la seconda volta nel marzo 1978 e realizzò I Was Not Born Yesterday (1978), un album di materiale originale scritto principalmente con il cantautore Gary Benson. Produsse un singolo di successo nelle classifiche statunitensi con (I Will Be Your) Shadow in the Street. Tornò poi nel gruppo in agosto. I successivi album solisti includsero Legendary Heroes (1980), un altro set in gran parte originale, con un'edizione per il Regno Unito con titolo e ordine delle tracce modificati in The Only One. Seguì una compilation Best of... (Aura, 1981). Il suo ultimo album da solista fu Reasons to Believe (1990) pubblicato in Germania su Polydor Records, che rimane inedito negli Stati Uniti e nel Regno Unito.
Tra il 1974 e il 1978, Clarke compose la maggior parte delle canzoni originali che gli Hollies registrarono in una serie di album in studio con Tony Hicks e Terry Sylvester.
Nel 1982, Clarke pubblicò un raro singolo non-album, Someone Else Will c / w Castles in the Wind su Forever Records; tuttavia la canzone non riuscì a entrare nelle classifiche. Clarke registrò le cover di Born to Run , Blinded by the Light e If I Were the Priest di Bruce Springsteen. In questo periodo Clarke utilizzò anche materiale di Lindsey Buckingham, Janis Ian, Gavin Sutherland e Randy Newman.
Il 1993 vide il successo finale in classifica di Clarke con gli Hollies con il singolo scritto da Nik Kershaw, The Woman I Love, classificandosi nel Regno Unito al numero 42.
Nel 1996, Clarke, con gli Hollies e Graham Nash, ha contribuito con armonia e supporto vocale a una nuova versione di Peggy Sue Got Married, con la voce solista di Buddy Holly, che è stata accreditata come "Buddy Holly and The Hollies". È apparso nell'album tributo Not Fade Away.

## Ritiro temporaneo
A causa in parte di problemi alle corde vocali, Clarke si ritirò dall'industria musicale nel 1999 per prendersi cura di sua moglie, che aveva ricevuto una seconda diagnosi di cancro. Clarke fu sostituito nella band da Carl Wayne, ex cantante dei The Move. Wayne è morto nel 2004. Gli Hollies continuano a fare tour e registrare con Peter Howarth come cantante.
Il 15 marzo 2010 Clarke, con gli altri membri degli Hollies Graham Nash, Tony Hicks, Eric Haydock, Bobby Elliott, Terry Sylvester e Bernie Calvert, è stato inserito nella Rock and Roll Hall of Fame. Nel 2011, Clarke ha fatto un'apparizione a sorpresa a un concerto di Crosby & Nash alla Royal Albert Hall dove i due ex Hollies hanno eseguito Bus Stop.
Dopo essere apparso all'armonica per la band di Carla Olson The Textones nel 2018, Clarke è tornato alla sua carriera da solista nel 2019 con un nuovo album, Resurgence, su BMG.

## Vita privata
Clarke ha sposato Jennifer Bowstead il 24 marzo 1964 a Coventry. Hanno tre figli: Timothy (nato nel 1966), Toby (nato nel 1969) e Piper (nato nel 1972). Il titolo della canzone degli Hollies Jennifer Eccles era appunto una combinazione dei nomi della moglie di Clarke e dell'allora moglie di Graham Nash, Rose Eccles.

## Discografia

### Da solista
- 1972 - My Real Name Is ’arold
- 1973 - Headroom
- 1974 - Allan Clarke
- 1976 - I've Got Time
- 1978 - I Wasn’t Born Yesterday
- 1979 - Legendary Heroes
- 1980 - The Only One
- 1990 - Reasons To Believe
- 2019 - Resurgence